# Lovina Onyegbule
Lovina Onyegbule, née le 21 mars 1992, est une athlète handisport nigériane, évoluant en catégorie T11 (non-voyant).

## Carrière
Lovina Onyegbule remporte deux médailles d'or aux Jeux africains de 2015 à Brazzaville, l'une sur 100 mètres T11 et l'autre sur 200 mètres T11.
Elle participe aux Jeux paralympiques d'été de 2016 à Rio de Janeiro, sans obtenir de médaille.